# L.O.27
L.O.27 – polski zespół pop-rockowy założony w 1997 roku.
W jego skład weszli uczniowie szkoły podstawowej: Kuba Molęda – wokal, Bartosz Wojciechowski – gitara basowa, Bartosz Szopiński – instrumenty klawiszowe, Szymon Szopiński – perkusja, Łukasz Lach – gitara oraz Yura Bondarev  (opuścił zespół przed wydaniem płyty).
Grupa była polską "odpowiedzią" na sukcesy amerykańskiego zespołu Hanson. Debiutancki album L.O.27 Mogę wszystko z przebojem o tym samym tytule zyskał status złotej płyty (sprzedano ok. 70 tys. egzemplarzy).
Drugi album nosił tytuł Przyjaciele. Nie odniósł on jednak takiego sukcesu jak debiutancki krążek. Jakiś czas po wydaniu płyty zespół zakończył swoją działalność.
Po rozpadzie grupy wokalista Kuba Molęda założył z bratem Maciejem zespół Mollęda. Bartek i Szymon Szopińscy są obecnie członkami zespołu Boogie Boys i udzielają się w nagraniach innych artystów jako muzycy sesyjni, Bartek Wojciechowski jest członkiem zespołu Andrzeja Piasecznego i również udziela się jako muzyk sesyjny, natomiast Łukasz Lach jest liderem grupy L.Stadt.

## Dyskografia
Albumy
| Tytuł         | Dane dot. albumu                                                 | Sprzedaż        | Certyfikat         |
| ------------- | ---------------------------------------------------------------- | --------------- | ------------------ |
| Mogę wszystko | - Data: 1 grudnia 1997 - Wydawca: Wydawnictwo Fonograficzne ARA  | - POL: 50 tys.+ | - POL: złota płyta |
| Przyjaciele   | - Data: 22 marca 1999 - Wydawca: Sony Music Entertainment Poland |                 |                    |

### Single
| "Mogę wszystko"              | 1997 | 45 | 19 | Mogę wszystko |
| "Kiedy chcesz"               | 1997 | –  | 14 | Mogę wszystko |
| "—" singel nie był notowany. |      |    |    |               |